# Ze Cuo
Ze Cuo (kinesiska: 泽错) är en sjö i Kina. Den ligger i den autonoma regionen Tibet, i den sydvästra delen av landet, omkring 1 200 kilometer nordväst om regionhuvudstaden Lhasa. Ze Cuo ligger 4 961 meter över havet. Arean är 114 kvadratkilometer. Trakten runt Ze Cuo är ofruktbar med lite eller ingen växtlighet. Den sträcker sig 18,6 kilometer i nord-sydlig riktning, och 11,9 kilometer i öst-västlig riktning.
Genomsnittlig årsnederbörd är 300 millimeter. Den regnigaste månaden är augusti, med i genomsnitt 68 mm nederbörd, och den torraste är november, med 1 mm nederbörd.